# Liste der Länderspiele der niederländischen Frauen-Feldhandballnationalmannschaft
Diese Liste enthält Feldhandballspiele der niederländischen Feldhandballnationalmannschaft der Frauen.

## Legende
Dieser Abschnitt dient als Legende für die nachfolgenden Tabellen.
- A = Auswärtsspiel
- H = Heimspiel
- * = Spiel an neutralem Ort
- WM = Weltmeisterschaft
- rote Hintergrundfarbe = Niederlage der niederländischen Mannschaft
- grüne Hintergrundfarbe = Sieg der niederländischen Mannschaft
- gelbe Hintergrundfarbe = Unentschieden

## Liste der Spiele
| Nr. | Datum               | Ergebnis        | Gegner          |   | Austragungsort              | Anlass              | Zuschauer | Bemerkungen                                                 |
| --- | ------------------- | --------------- | --------------- | - | --------------------------- | ------------------- | --------- | ----------------------------------------------------------- |
| 01  | 15. Mai 1938        | 0:06 (0:2)      | Deutsches Reich | A | Aachen                      |                     |           |                                                             |
| 02  | 9. Okt. 1938        | 1:16 (1:8)      | Deutsches Reich | H | Groningen                   |                     |           | In der Liste der deutschen am 2. Okt.                       |
| 03  | 27. Okt. 1946       | 4:00 (3:0)      | Frankreich      | H | Den Haag                    |                     |           |                                                             |
| 04  | 30. Nov. 1947       | 3:00 (2:0)      | Frankreich      | A | Villemomble                 |                     |           |                                                             |
| 05  | 11. Juni 1950       | 6:03 (3:1)      | Frankreich      | H | Groningen                   |                     |           |                                                             |
| 06  | 1950                | 4:03 (0:0)      | Österreich      | H | Groningen                   |                     |           | Nicht in der Liste der Österreicher                         |
| 07  | 26. Juni 1951       | 1:04 (0:3)      | Österreich      | H | Den Haag                    |                     |           |                                                             |
| 08  | 27. Okt. 1951       | 4:02 (3:2)      | Frankreich      | A | Paris                       |                     |           |                                                             |
| 09  | 20. Sep. 1953       | 3:04 (1:3)      | Österreich      | A | Salzburg                    |                     |           |                                                             |
| 10  | 14. Aug. 1955       | 3:05 (2:3)      | BR Deutschland  | A | Übach-Palenberg             |                     |           |                                                             |
| 11  | 20. Mai 1956        | 5:06 (2:1, 5:5) | Jugoslawien     | H | Groningen                   | WM-Qualifikation    |           |                                                             |
| 12  | 24. Mai 1959        | 7:04 (3:2)      | Österreich      | A | Wien                        |                     |           |                                                             |
| 13  | 12. Juni 1960       | 3:06 (2:4)      | Deutschland     | H | Den Haag, Zuiderparkstadion | WM-Vorrunde         |           |                                                             |
| 14  | 14. Juni 1960 19:00 | 5:02 (4:1)      | Polen           | H | Utrecht, USV Elinkwijk      | WM-Vorrunde         |           |                                                             |
| 15  | 17. Juni 1960 19:00 | 4:09 (1:4)      | Rumänien        | H | Hengelo, 't Lansink         | WM-Halbfinale       |           |                                                             |
| 16  | 19. Juni 1960 14:30 | 1:03 (1:3)      | Deutschland     | H | Amsterdam, De Meer Stadion  | WM-Spiel um Platz 3 |           |                                                             |
| 17  | 28. Mai 1961        | 5:02 (2:2)      | Österreich      | H | Heemstede                   |                     |           | Nach ÖHB in Haarlem                                         |
| 18  | 4. Juni 1961        | 3:06 (2:4)      | BR Deutschland  | A | Leverkusen                  |                     |           |                                                             |
| 19  | 20. Mai 1962 11:00  | 3:03 (3:1)      | Österreich      | A | Wien                        |                     |           |                                                             |
| 20  | 3. Juni 1962 14:30  | 2:05 (2:2)      | BR Deutschland  | H | Roermond                    |                     |           |                                                             |
| 21  | 13. Okt. 1963 15:00 | 3:04 (2:2)      | Österreich      | H | Helmond                     |                     |           |                                                             |
| 22  | 30. Mai 1964 18:00  | 3:09 (1:4)      | BR Deutschland  | A | Ludwigsburg                 |                     |           |                                                             |
| 23  | 29. Mai 1965        | 5:04 (4:1)      | Österreich      | A | Eisenerz                    |                     |           | In der Liste der deutschen am 27. Mai                       |
| 24  | 18. Juni 1966       | 4:05 (1:2)      | BR Deutschland  | H | Rotterdam, RKSV Leonidas    |                     |           | 2×20 min; 8 Uhr Morgens oder Abends; Letztes Großfeld-Spiel |

## Sonstige Spiele
| Datum         | Ergebnis    | Gegner          |   | Austragungsort | Anlass | Zuschauer | Bemerkungen     |
| ------------- | ----------- | --------------- | - | -------------- | ------ | --------- | --------------- |
| 23. Juni 1951 | 06:05 (4:3) | Österreich      | H | Groningen      |        |           | Nicht offiziell |
| 6. Sep. 1953  | 02:06 (2:3) | Norddeutschland | A | Bremen         |        |           |                 |
| 23. Sep. 1953 | 07:04 (4:2) | Österreich      | A | Linz           |        |           | Nicht offiziell |
| 31. Aug. 1958 | 04:09 (4:5) | Hamburg         | A | Hamburg        |        |           |                 |
| 22. Mai 1960  | 11:03       | Westfalen       | H | Helmond        |        |           |                 |
| 18. Mai 1964  | 00:00 (0:0) | Mittelrhein     | A | Roetgen        |        |           |                 |

## Spiele der B-Nationalmannschaft
| Datum         | Ergebnis | Gegner      |   | Austragungsort | Anlass | Zuschauer | Bemerkungen |
| ------------- | -------- | ----------- | - | -------------- | ------ | --------- | ----------- |
| 11. Juni 1962 | 15:5     | Mittelrhein | H | Eindhoven      |        |           |             |